# Route Adélie 2019
La 24.ª edición de la clásica ciclista Route Adélie fue una carrera en Francia que se celebró el 5 de abril de 2019 con inicio y final en la ciudad de Vitré sobre un recorrido de 197,8 kilómetros.
La carrera formó parte del UCI Europe Tour 2019, dentro de la categoría UCI 1.1. El vencedor fue el francés Marc Sarreau del Groupama-FDJ seguido del neerlandés Bram Welten del Arkéa Samsic y el también francés Clément Venturini del AG2R La Mondiale.

## Equipos participantes
Tomaron parte en la carrera 19 equipos: 2 de categoría UCI WorldTeam; 12 de categoría Profesional Continental; y 5 de categoría Continental. Formando así un pelotón de 130 ciclistas de los que acabaron 104. Los equipos participantes fueron:
| WorldTeams (2)- AG2R La Mondiale - Groupama-FDJ Equipos continentales profesionales (12)- Androni Giocattoli-Sidermec - Caja Rural-Seguros RGA - Cofidis, Solutions Crédits - Delko-Marseille Provence - Direct Énergie - Israel Cycling Academy - Manzana Postobón - Arkéa-Samsic - Euskadi Basque Country-Murias - Rally UHC Cycling - Wallonie Bruxelles - Vital Concept-B&B Hotels Equipos continentales (5)- Saint Michel-Auber 93 - Team Vorarlberg-Santic - Natura4Ever-Roubaix Lille Métropole - Lotto-Kern-Haus - Swiss Racing Academy |
| |

## Clasificación final
- Las clasificaciones finalizaron de la siguiente forma:[3]

| \| Clasificación general \| Clasificación general \| Clasificación general \| Clasificación general \| Clasificación general \| \| Ciclista \| Ciclista \| Equipo \| Tiempo \| \| \| --------------------- \| --------------------- \| ----------------------------------- \| --------------------- \| --------------------- \| \| 1.º \| Marc Sarreau \| Groupama-FDJ \| 4 h 52 min 43 s \| \| \| 2.º \| Bram Welten \| Arkéa-Samsic \| + 0 s \| \| \| 3.º \| Clément Venturini \| AG2R La Mondiale \| + 0 s \| \| \| 4.º \| Nelson Soto Martínez \| Caja Rural-Seguros RGA \| + 1 s \| \| \| 5.º \| Eduard-Michael Grosu \| Delko Marseille Provence \| + 1 s \| \| \| 6.º \| Pierre Barbier \| Natura4Ever-Roubaix Lille Métropole \| + 3 s \| \| \| 7.º \| Lionel Taminiaux \| Wallonie Bruxelles \| + 3 s \| \| \| 8.º \| Thomas Boudat \| Direct Énergie \| + 3 s \| \| \| 9.º \| Romain Feillu \| Saint Michel-Auber 93 \| + 3 s \| \| \| 10.º \| Julien Simon \| Cofidis, Solutions Crédits \| + 3 s \| \| |                      |                                     |                 |
| |                      |                                     |                 |
| Fuente: ProCyclingStats |                      |                                     |                 |
| Clasificación general |                      |                                     |                 |
| Ciclista | Ciclista             | Equipo                              | Tiempo          |
| 1.º | Marc Sarreau         | Groupama-FDJ                        | 4 h 52 min 43 s |
| 2.º | Bram Welten          | Arkéa-Samsic                        | + 0 s           |
| 3.º | Clément Venturini    | AG2R La Mondiale                    | + 0 s           |
| 4.º | Nelson Soto Martínez | Caja Rural-Seguros RGA              | + 1 s           |
| 5.º | Eduard-Michael Grosu | Delko Marseille Provence            | + 1 s           |
| 6.º | Pierre Barbier       | Natura4Ever-Roubaix Lille Métropole | + 3 s           |
| 7.º | Lionel Taminiaux     | Wallonie Bruxelles                  | + 3 s           |
| 8.º | Thomas Boudat        | Direct Énergie                      | + 3 s           |
| 9.º | Romain Feillu        | Saint Michel-Auber 93               | + 3 s           |
| 10.º | Julien Simon         | Cofidis, Solutions Crédits          | + 3 s           |

## UCI World Ranking
La Route Adélie otorgó puntos para el UCI World Ranking para corredores de los equipos en las categorías UCI WorldTeam, Profesional Continental y Equipos Continentales. Las siguientes tablas son el baremo de puntuación y los 10 corredores que obtuvieron más puntos:
| Posición   | 1.º | 2.º | 3.º | 4.º | 5.º | 6.º | 7.º | 8.º | 9.º | 10.º | 11.º | 12.º | 13.º-15.º | 16.º-25.º |
| Puntuación | 125 | 85  | 70  | 60  | 50  | 40  | 35  | 30  | 25  | 20   | 15   | 10   | 5         | 3         |

| Clasificación |                      |                                     |        |
| Posición      | Ciclista             | Equipo                              | Puntos |
| ------------- | -------------------- | ----------------------------------- | ------ |
| 1.º           | Marc Sarreau         | Groupama-FDJ                        | 125    |
| 2.º           | Bram Welten          | Arkéa Samsic                        | 85     |
| 3.º           | Clément Venturini    | AG2R La Mondiale                    | 70     |
| 4.º           | Nelson Soto          | Caja Rural-Seguros RGA              | 60     |
| 5.º           | Eduard-Michael Grosu | Delko Marseille Provence            | 50     |
| 6.º           | Pierre Barbier       | Natura4Ever-Roubaix Lille Métropole | 40     |
| 7.º           | Lionel Taminiaux     | Wallonie Bruxelles                  | 35     |
| 8.º           | Thomas Boudat        | Direct Énergie                      | 30     |
| 9.º           | Romain Feillu        | Saint Michel-Auber93                | 25     |
| 10.º          | Julien Simon         | Cofidis, Solutions Crédits          | 20     |